# Maurice Boucard
Pour les articles homonymes, voir Boucard.
Maurice Boucard, né le 16 février 1922 à Levallois-Perret et mort le 18 juillet 2007 à Vichy, est un peintre, pastelliste, dessinateur, graveur et décorateur de théâtre français.

## Biographie
Maurice Boucard naît le 16 février 1922 à Paris. Il étudie l'art et le droit, et travaille comme professeur d'art. Jusqu'en 1963, il est responsable de l'atelier scénique de l'Opéra de Vichy. 
En 1999, le musée Marcel-Sahut de Volvic organise une rétrospective de l'oeuvre de Maurice Boucard. (https://www.lamontagne.fr/volvic-63530/loisirs/pour-ses-30-ans-le-musee-marcel-sahut-de-volvic-depoussiere-ses-archives-focus-sur-quatre-artistes_12899805/=)
Maurice Boucard meurt en 2007[réf. nécessaire].